# هانس زيشلر
هانس زيشلر (بالألمانية: Hanns Zischler)‏ هو مترجم وممثل ألماني، ولد في 18 يونيو 1947 في ألمانيا. من الجوائز التي نالها جائزة هاينريش مان ‏ سنة 2009.

## أعمال

### أفلام
- (1970) الصيف في المدينة
- (1976) ملوك الطريق
- (1993) بعيد، كم قريب !
- (2004) المشي على الماء
- (2004) قد ولت الأعوام السمينة[8]
- (2005) ميونخ[9]
- (2011) المباراة الفاصلة[10]

## جوائز
- جائزة هاينريش مان [الإنجليزية]‏ (2009)

## وصلات خارجية
- هانس زيشلر على موقع IMDb (الإنجليزية)
- هانس زيشلر على موقع مونزينجر (الألمانية)
- هانس زيشلر على موقع قاعدة بيانات الأفلام العربية
- هانس زيشلر على موقع ألو سيني (الفرنسية)
- هانس زيشلر على موقع ميوزك برينز (الإنجليزية)
- هانس زيشلر على موقع أول موفي (الإنجليزية)
- هانس زيشلر على موقع قاعدة بيانات الأفلام السويدية (السويدية)
- هانس زيشلر على موقع ديسكوغز (الإنجليزية)
- هانس زيشلر على موقع قاعدة بيانات الفيلم (الإنجليزية)
- هانس زيشلر على موقع كينوبويسك (الروسية)